# Sandy Fähse
Sandy Fähse (* 22. November 1984 in Wuppertal) ist ein deutscher Fernsehdarsteller und Social-Media-Influencer.

## Biografie
Fähse wuchs in Brilon im Hochsauerlandkreis auf, wo er die Heinrich-Lübke-Schule besuchte. Schon als Jugendlicher interessierte er sich für Filme und vor allem für das Theater, und wirkte in Schultheaterstücken mit. In der 4. Klasse spielte er einen der Heiligen Drei Könige in einer Theateraufführung der Jesusgeschichte. Im Rahmen einer Abschlussarbeit inszenierte er an der Heinrich-Lübke-Schule eine Schwarzlichttheater-Produktion, zu der er auch das
Drehbuch geschrieben hatte.
Fähse ist gelernter Restaurantfachmann und wollte ursprünglich Hoteldirektor werden. Nach dem Abschluss seiner Ausbildung bei Hapimag in Winterberg arbeitete er drei Jahre als Animationsleiter bei TUI World in Europa und Afrika. Er war dort als Teens-Animateur und später als Teamleiter tätig, spielte im Theater mit und schrieb seine eigenen Comedy-Shows und Theaterstücke. 2009 war er für eine Werbekampagne zusammen mit Joachim Löw auf den TUI-Katalogen (Spanien) und den TUI-Tickets zu sehen.
Seit 2014 ist Sandy Fähse auf den Social-Media-Plattformen Instagram und Facebook als Influencer aktiv. Auf Instagram weist er aktuell 276.000 Abonnenten auf (Stand: Januar 2025), auf Facebook 178.000 Abonnenten (Stand: März 2021). Im Oktober 2017 gründete er sein eigenes Start-up-Unternehmen „YouRise“ mit Sitz in Berlin, mit dem er im Social-Media-Marketing tätig ist.
Fähse war von 2015 bis 2017 mit der Laiendarstellerin Franziska Balzer liiert, die in der RTL-II-Serie Berlin – Tag & Nacht als Gogo-Girl Chiara zu sehen war. Fähse ist Fan von Borussia Dortmund. Er lebt nach mehreren Jahren in Berlin-Charlottenburg mittlerweile in Köln.

## Karriere als Darsteller
Fähse wollte zunächst eigentlich nur im Theater spielen, kam dann aber als Laiendarsteller zum Fernsehen. 2012 nahm er sein erstes Engagement als TV-Darsteller an und spielte in der RTL-II-Fernsehserie X-Diaries den nudistischen Yogalehrer Lutz.
Ab 2014 spielte er die Rolle des „Leon Hoffmann“ in der RTL-II-Serie Berlin – Tag & Nacht, die er nach einem erfolgreichen Casting erhalten hatte, und unterschrieb zunächst einen Einjahresvertrag. Fähse stand von 2014 bis 2019 in über 1600 Folgen für Berlin – Tag & Nacht vor der Kamera. Er gehörte zum Hauptcast der Serie. Seine Figur „Leon Hoffmann“ arbeitete in der Gastronomie, zunächst als Geschäftsführer im eigenen Lokal, später dann als Kellner und Barkeeper und gehörte zu den „Lieblingen“ der Serie. Im Oktober 2019 wurde Fähses Ausstieg bekanntgegeben.
Von März 2021 bis Juni 2021 spielte Sandy Fähse den Sport-, Kunst- und Bio-Lehrer Niko Hansen in der RTL-II-Serie Krass Schule.
Sandy Fähse war außerdem in deutschen Fernsehshows zu sehen, unter anderem 2016 bei Promis am Herd – Wer kocht besser? mit Lilly Becker, David Odonkor und Jürgen Milski und 2020 auf RTL II in Kampf der Realitystars – Schiffbruch am Traumstrand.

## Filmografie (Auswahl)
- 2012: X-Diaries, RTL II
- 2014–2019: Berlin – Tag & Nacht (als Leon Hoffmann), RTL II
- 2021–2022: Krass Schule – Die jungen Lehrer (als Niko Hansen), RTL II

## Fernsehauftritte (Auswahl)
- 2016: Promis am Herd – Wer kocht besser? (als Leon Hoffmann), RTL II
- 2020: Kampf der Realitystars – Schiffbruch am Traumstrand, RTL II
- 2021: Prominent und obdachlos[15], RTL II
- 2021: Das Supermarkt-Quiz[16], RTL II